# Златно доба (филм)
Златно доба (шп. Belle Époque) је драмска комедија из 1992. године у режији Фернанда Труебе. Састоји се од приче налик на бајку смештене на идиличној сеоској локацији током транзиције у Другу шпанску републику. У главним улогама су Хорхе Санс, Пенелопе Круз, Фернандо Фернан Гомез, Аријадна Хил и Марибел Верду. Добио је награду Гоја за најбољи филм заједно са осам других награда Гоја и 66. Оскар за најбољи међународни филм. Представља заједничку производњу компанија из Шпаније, Португалије и Француске.

## Радња
Филм се дешава у фебруару 1931. године неколико недеља након неуспелог устанка у Хаки, Шпанија је на прагу проглашења Друге републике. Фернандо, напуштени редов са републиканским склоностима и бивши семинариста, бежи са свог задатка и одлази на периферију села где се спријатељи са старцем Манолом који поседује велику кућу на селу где Фернандо борави неко време. По доласку његових четири ћерке Фернандо је свима њима очаран. Када их упозна заљубљује се и има однос са сваком од њих, одлучујући да се ожени када настају компликације. Клара је удовица која је тек недавно изгубила мужа и тражи утеху код Фернанда, Виолета је лезбијка коју Фернандо привлачи само када је обучен као жена за костимирани бал и Росио је пењач који се спрема да се уда за Хуанита у најбогатију породицу у селу због сигурности коју би она пружила и који само на тренутак подлеже Фернандовим чарима. Сваки пут сломљеног срца, отац девојчица охрабрује Фернанда да има стрпљења. Најмлађа у породици Луз представља наивност. Док Фернандо прогања њене сестре, она је љута и љубоморна међутим на крају Фернандо схвата да је она најбоља за удају.

## Улоге
- Хорхе Санс — Фернандо[4]
- Фернандо Фернан Гомез — Маноло[4]
- Марибел Верду — Росио[4]
- Аријадна Хил — Виолета[4]
- Пенелопе Круз — Луз[4]
- Мирјам Дијаз Арока — Клара[4]
- Габино Дијего — Хуанито[4]
- Агустин Гонзалез — Дон Луис[4]
- Чус Лампреаве — Дона Асун[4]
- Мери Кармен Рамирез — Амалија[4]
- Мишел Галабри — Данглард[4]

## Награде
| Година | Награда                    | Категорија                                      | Номинован                                                | Резултат   |       |
| ------ | -------------------------- | ----------------------------------------------- | -------------------------------------------------------- | ---------- | ----- |
| 1993   | Берлински филмски фестивал | Златни медвед                                   | Златни медвед                                            | Номинација | [ 5 ] |
| 1993   | Награда Гоја               | најбољи филм                                    | најбољи филм                                             | Освојено   | [ 6 ] |
| 1993   | Награда Гоја               | најбољи редитељ                                 | Фернандо Труеба                                          | Освојено   | [ 6 ] |
| 1993   | Награда Гоја               | најбољи оригинални сценарио                     | Рафаел Аскона, Хосе Луис Гарсија Санчез, Фернандо Труеба | Освојено   | [ 6 ] |
| 1993   | Награда Гоја               | најбоља главна глумица                          | Аријадна Хил                                             | Освојено   | [ 6 ] |
| 1993   | Награда Гоја               | најбољи главни глумац                           | Хорхе Санс                                               | Номинација | [ 6 ] |
| 1993   | Награда Гоја               | најбоља споредна глумица                        | Чус Лампреаве                                            | Освојено   | [ 6 ] |
| 1993   | Награда Гоја               | најбоља споредна глумица                        | Мери Кармен Рамирез                                      | Номинација | [ 6 ] |
| 1993   | Награда Гоја               | најбољи споредни глумац                         | Фернандо Фернан Гомез                                    | Освојено   | [ 6 ] |
| 1993   | Награда Гоја               | најбољи споредни глумац                         | Габино Дијего                                            | Номинација | [ 6 ] |
| 1993   | Награда Гоја               | најбоља кинематографија                         | Хосе Луис Алкен                                          | Освојено   | [ 6 ] |
| 1993   | Награда Гоја               | најбоља монтажа                                 | Кармен Фријас                                            | Освојено   | [ 6 ] |
| 1993   | Награда Гоја               | најбоља сценографија                            | Хуан Ботеља                                              | Освојено   | [ 6 ] |
| 1993   | Награда Гоја               | најбоља продукција                              | Кристина Хуете                                           | Номинација | [ 6 ] |
| 1993   | Награда Гоја               | најбољи дизајн костима                          | Лала Хуете                                               | Номинација | [ 6 ] |
| 1993   | Награда Гоја               | најбоља шминка и фризура                        | Ана Фереира, Ана Лорена                                  | Номинација | [ 6 ] |
| 1993   | Награда Гоја               | најбоља оригинална музика                       | Антоан Думел                                             | Номинација | [ 6 ] |
| 1993   | Награда Гоја               | најбољи звук                                    | Алфонсо Пино, Жорж Прат                                  | Номинација | [ 6 ] |
| 1994   | Оскар                      | најбољи међународни филм                        | најбољи међународни филм                                 | Освојено   |       |
| 1995   | БАФТА                      | Награда БАФТА за најбољи филм на страном језику | Награда БАФТА за најбољи филм на страном језику          | Номинација | [ 7 ] |